# Xystrocera rufobrunnea
Xystrocera rufobrunnea là một loài bọ cánh cứng trong họ Cerambycidae.